# Convite a Guilherme

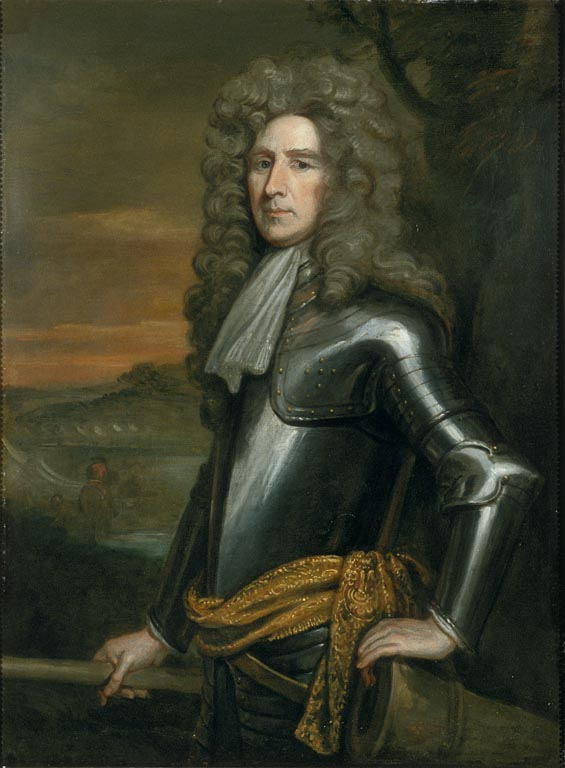
Henry Sydney, autor da carta

O Convite a Guilherme foi uma carta enviada por sete ingleses, seis nobres e um bispo, mais tarde referido como "os Sete Imortais", ao stadtholder Guilherme III, Príncipe de Orange, datada de 30 de junho de 1688 (calendário juliano, calendário gregoriano de 10 de julho). Na Inglaterra, o herdeiro aparente do trono, James Francis Edward Stuart, tinha acabado de nascer do impopular rei Jaime II da Inglaterra, e batizado católico. A carta pedia a Guilherme, que era sobrinho e genro de Jaime II, que usasse a intervenção militar para forçar o rei a fazer de sua filha mais velha, Maria, esposa protestante de Guilherme, sua herdeira. A carta alegava que o príncipe recém-nascido era um impostor.
A carta informava Guilherme que, se ele desembarcasse na Inglaterra com um pequeno exército, os signatários e seus aliados se levantariam e o apoiariam. O Convite relembrou brevemente as queixas contra o Rei James. Alegava que o filho do rei era supositício (substituído fraudulentamente) e que o povo inglês geralmente acreditava que ele era assim.  O consenso atual entre os historiadores é que ele era quase certamente seu verdadeiro filho. A carta lamentava que Guilherme tivesse enviado uma carta a Tiago parabenizando-o pelo nascimento de seu filho, e oferecia uma breve estratégia sobre a logística do desembarque proposto de tropas. Foi levado para Guilherme em Haia pelo contra-almirante Arthur Herbert (mais tarde Lord Torrington) disfarçado como um marinheiro comum, e identificado por um código secreto.
O convite fez com que Guilherme realizasse seus planos existentes de desembarcar com um grande exército holandês, culminando na Revolução Gloriosa, durante a qual Jaime foi deposto e substituído por Guilherme e Maria como governantes conjuntos. Guilherme e Maria já haviam pedido tal convite quando Guilherme começou a montar uma força de invasão em abril daquele ano. Este pedido foi feito através de correspondência secreta que vinha ocorrendo desde abril de 1687, entre eles e vários políticos ingleses importantes, sobre a melhor forma de combater as políticas pró-católicas de Tiago. Guilherme mais tarde justificou sua invasão pelo fato de ter sido convidado, o que ajudou a disfarçar o impacto militar, cultural e político que o regime holandês teve na Inglaterra quando seu reinado era impopular e ele temia uma revolta popular.
Os signatários foram:
- Henry Sydney (que escreveu a carta)
- Eduard Russel
- Charles Talbot, 12º Conde de Shrewsbury
- William Cavendish, 4º Conde de Devonshire
- Thomas Osborne, 1º Conde de Danby
- Richard Lumley, 2º Visconde Lumley
- Henry Compton, Bispo de Londres

Danby e Compton eram geralmente considerados como Tories (partido da corte), os outros cinco como Whigs (partido do país).
Após a ascensão de William ao poder, cinco foram alçados ainda mais no pariato, e Russell foi feito um par com o posto médio de conde. Compton como bispo de Londres teve sua suspensão (por se recusar a suspender o fortemente anticatólico John Sharp), correndo para um terceiro ano, levantada; ele realizou a coroação, concedeu terras em Maryland a seu primo em segundo grau e tornou-se comissário na revisão da ladainha.

## Conteúdo
O convite declarava:
Temos grandes razões para crer, estaremos todos os dias em uma condição pior do que estamos, e menos capazes de nos defender, e, portanto, desejamos sinceramente que possamos ser tão felizes a ponto de encontrar um remédio antes que seja tarde demais para contribuirmos para nossa própria libertação... o povo está tão geralmente insatisfeito com a conduta atual do governo, em relação à sua religião, liberdades e propriedades (todas as quais foram grandemente invadidas), e eles estão na expectativa de que suas perspectivas sejam cada vez piores, para que Vossa Alteza possa ter certeza, há dezenove partes de vinte do povo em todo o reino, que desejam uma mudança; e que, cremos, contribuiriam de bom grado para isso, se tivessem tal proteção para suportar sua ressurreição, que os protegeria de serem destruídos.

— convite dos Sete.